# Estratão de Sardes
Estratão de Sardes foi um poeta que viveu aproximadamente no reinado de Adriano (117 a 138d.c.). Escritor de epigramas que versam com crueza o amor pederástico.